# Championnat de Suisse de football 1908-1909
Navigation
Édition précédente Édition suivante
La 12e édition du championnat de Suisse de football est remportée par le BSC Young Boys, qui bat en finale le FC Winterthur sur le score de 1 but à 0.
Le championnat est divisé en deux groupes régionaux, les premiers de chaque groupe étant qualifiés pour la finale. 

## Les clubs de l'édition 1908-1909
| Club                    | Ville             |
| ----------------------- | ----------------- |
| BSC Old Boys            | Bâle              |
| BSC Young Boys          | Berne             |
| FC Aarau                | Aarau             |
| FC Bâle                 | Bâle              |
| FC Berne                | Berne             |
| FC Cantonal Neuchâtel   | Neuchâtel         |
| FC La Chaux-de-Fonds    | La Chaux-de-Fonds |
| FC Saint-Gall           | Saint-Gall        |
| FC Winterthur           | Winterthour       |
| FC Zurich               | Zurich            |
| Grasshopper-Club Zurich | Zurich            |
| Montriond Lausanne      | Lausanne          |
| Servette FC             | Genève            |
| Vereinigte FC Biel      | Bienne            |
| Young Fellows Zurich    | Zurich            |

## Compétition

### Résultats
Le classement est établi sur le barème de points classique (victoire à 2 points, match nul à 1, défaite à 0).

#### Groupe Ouest
| Rang | Équipe                | Pts | J  | G  | N | P  | Bp | Bc | Diff |
| ---- | --------------------- | --- | -- | -- | - | -- | -- | -- | ---- |
| 1    | BSC Young Boys        | 24  | 12 | 12 | 0 | 0  | 51 | 12 | +39  |
| 2    | FC La Chaux-de-Fonds  | 16  | 12 | 8  | 0 | 4  | 35 | 16 | +19  |
| 3    | FC Cantonal Neuchâtel | 14  | 12 | 7  | 0 | 5  | 35 | 22 | +13  |
| 4    | Servette FC           | 13  | 12 | 6  | 1 | 5  | 35 | 36 | -1   |
| 5    | Vereinigte FC Biel    | 10  | 12 | 5  | 0 | 7  | 25 | 28 | -3   |
| 6    | Montriond Lausanne    | 4   | 12 | 2  | 0 | 10 | 16 | 45 | -29  |
| 7    | FC Berne              | 3   | 12 | 1  | 1 | 10 | 13 | 51 | -38  |

|  | Qualification pour la finale |

#### Groupe Est
| Rang | Équipe                  | Pts | J  | G  | N | P  | Bp | Bc | Diff |
| ---- | ----------------------- | --- | -- | -- | - | -- | -- | -- | ---- |
| 1    | FC Winterthur           | 25  | 14 | 11 | 3 | 0  | 59 | 17 | +42  |
| 2    | FC Saint-Gall           | 18  | 14 | 8  | 2 | 4  | 53 | 35 | +18  |
| -    | BSC Old Boys            | 18  | 14 | 8  | 2 | 4  | 51 | 44 | +7   |
| 4    | FC Aarau                | 16  | 14 | 7  | 2 | 5  | 48 | 46 | +2   |
| 5    | Young Fellows Zurich    | 12  | 14 | 5  | 2 | 7  | 46 | 48 | -2   |
| 6    | FC Bâle                 | 11  | 14 | 4  | 3 | 7  | 39 | 57 | -18  |
| 7    | FC Zurich               | 8   | 14 | 4  | 0 | 10 | 38 | 55 | -17  |
| 8    | Grasshopper-Club Zurich | 4   | 14 | 2  | 0 | 12 | 23 | 55 | -32  |

|  | Qualification pour la finale |

#### Finale
| Équipe 1       | Résultat | Équipe 2      | Date        | Lieu |
| -------------- | -------- | ------------- | ----------- | ---- |
| BSC Young Boys | 1 - 0    | FC Winterthur | 6 juin 1909 | Bâle |

|  | Champion de Suisse |

## Bilan de la saison
| Tableau d'Honneur                 |                |
| Compétition                       | Vainqueur      |
| Championnat de Suisse de football | BSC Young Boys |